# Narcicismo maligno
El narcisismo maligno es un síndrome psicológico que comprende una mezcla extrema de narcisismo, comportamiento antisocial, agresión y sadismo. Grandioso, y siempre dispuesto a elevar los niveles de hostilidad, el narcisista maligno socava a las familias, organizaciones y grupos en los que está involucrado y deshumaniza a las personas con las que se asocia.
El narcisismo maligno no es una categoría diagnóstica, sino una subcategoría del narcisismo. El trastorno de personalidad narcisista (TNP) se encuentra en el Manual diagnóstico y estadístico de los trastornos mentales (DSM-IV-TR), mientras que el narcisismo maligno no. El narcisismo maligno podría incluir aspectos del trastorno de personalidad narcisista (NPD) junto con una combinación de rasgos de trastorno de personalidad antisocial, paranoico y sádico. En la paranoia se ha constatado la importancia del narcisismo maligno y de la proyección como mecanismo de defensa, así como "la vulnerabilidad del paciente a la regresión narcisista maligna". Una persona con narcisismo maligno exhibe paranoia además de los síntomas de un trastorno de personalidad narcisista. Debido a que la personalidad de un narcisista maligno no puede tolerar ninguna crítica, las burlas suelen causar paranoia.

## Historia
El psicólogo social Erich Fromm acuñó por primera vez el término "narcisismo maligno" en 1964, describiéndolo como una "enfermedad mental grave" que representa "la quintaesencia del mal ". Caracterizó la condición como "la patología más severa y la raíz de la destructividad e inhumanidad más viciosas". Edith Weigert (1967) vio el narcisismo maligno como un "escape regresivo de la frustración por la distorsión y la negación de la realidad", mientras que Herbert Rosenfeld (1971) lo describió como "una forma perturbadora de personalidad narcisista donde la grandiosidad se construye alrededor de la agresión y los aspectos destructivos del yo se idealizan".
El 11 de mayo de 1968, el psicoanalista Otto Kernberg presentó su artículo Factores en el tratamiento psicoanalítico de personalidades narcisistas, del trabajo del Proyecto de Investigación en Psicoterapia de la Fundación Menninger, en la 55.ª Reunión Anual de la Asociación Psicoanalítica Estadounidense en Boston . El 1 de enero de 1970 se publicó en el Journal of the American Psychoanalytic Association (JAPA) un artículo de Kernberg acerca de los factores de tratamiento de la personalidad narcisista en el tratamiento psicoanalítico En él, Kernberg describe a detalle la perturbación en la autoestima del paciente narcisista en relación con perturbaciones específicas en sus relaciones de objeto y explica como en la superficie, estos pacientes no parecen presentar un comportamiento seriamente perturbado; e incluso algunos de ellos pueden funcionar socialmente muy bien, pues por lo general tienen un control de los impulsos mucho mejor que la personalidad infantil. al mismo tiempo, estos pacientes presentan un inusual grado de autorreferencia en sus interacciones con otras personas, una gran necesidad de ser amados y admirados por los demás (Kernberg, 1970, p. 52).
Desarrollando aún más estas ideas, Kernberg señaló que la personalidad antisocial es fundamentalmente narcisista y sin moralidad. El narcisismo maligno incluye un elemento sádico creando, en esencia, un psicópata sádico. En su artículo, el "narcisismo maligno" y la psicopatía se emplean indistintamente. Kernberg propuso por primera vez el narcisismo maligno como diagnóstico psiquiátrico. Hasta el momento no ha sido aceptado en ninguno de los manuales médicos, como el CIE-10 o el DSM-5.
Kernberg describió el narcisismo maligno como un síndrome caracterizado por un trastorno de personalidad narcisista (NPD), rasgos antisociales, rasgos paranoides y agresión egosintónica. Otros síntomas pueden incluir una ausencia de conciencia, una necesidad psicológica de poder y un sentido de importancia ( grandiosidad ). El psicoanalista George H. Pollock escribió en 1978: “El narcisista maligno se presenta como patológicamente grandioso, falto de conciencia, de regulación de conducta y con demostraciones características de crueldad gozosa y sadismo ”. Cabe destacar que M. Scott Peck utiliza el narcisismo maligno como una forma de explicar el mal.
Kernberg creía que el narcisismo maligno debería considerarse parte de un espectro de narcisismo patológico, que él consideraba que iba desde el carácter antisocial de Hervey M. Cleckley (lo que ahora se conoce como psicopatía o personalidad antisocial ) en el extremo superior de gravedad, pasando por narcisismo maligno, y luego al trastorno de personalidad narcisista en el extremo inferior. Entonces, de acuerdo con la jerarquía de Kernberg, la psicopatía triunfa sobre el narcisismo maligno como una forma más extrema de narcisismo patológico. El narcisismo maligno se puede distinguir de la psicopatía, según Kernberg, debido a la capacidad del narcisista maligno para internalizar "precursores del superyó tanto agresivos como idealizados, lo que lleva a la idealización de las características sádicas y agresivas del yo grandioso patológico de estos pacientes".
Según Kernberg, la postura paranoica del psicópata frente a las influencias externas lo hace reacio a internalizar incluso los valores del "agresor", mientras que los narcisistas malignos "tienen la capacidad de admirar a las personas poderosas y pueden depender de imágenes parentales sádicas y poderosas pero confiables".  También se dice que los narcisistas malignos, en contraste con los psicópatas, son capaces de desarrollar "cierta identificación con otras figuras idealizadas poderosas como parte de una ' pandilla ' cohesiva... que permite al menos cierta lealtad y buenas relaciones objetales para ser internalizadas. . . Algunos de ellos pueden presentar un comportamiento antisocial racionalizado, por ejemplo, como líderes de bandas sádicas o grupos terroristas ... con la capacidad de lealtad a sus propios camaradas".

## Psicopatía
Los términos narcisista maligno y psicópata a veces se usan indistintamente porque hay poco que los separe clínicamente. Las personas que tienen trastorno de personalidad narcisista, narcisismo maligno y psicopatía exhiben síntomas similares, como se detalla en la Lista de verificación de psicopatía de Hare . La prueba consta de 20 elementos que se califican en una escala de tres puntos, donde una puntuación de 0 indica que no se aplica en absoluto, 1 indica una coincidencia parcial o información mixta y 2 indica una coincidencia razonablemente buena. El límite para la etiqueta de psicopatía en los Estados Unidos es 30 y en el Reino Unido es 25 de una puntuación posible de 40. Las puntuaciones altas se asocian con la impulsividad y la agresión, el maquiavelismo y el comportamiento delictivo persistente, pero no con la empatía y la afiliación.
El comportamiento delictivo, también conocido como comportamiento antisocial adulto por los psiquiatras, abarca una amplia gama de comportamientos y describe a personas que funcionan normalmente y que se dedican a la deshonestidad para ganarse la vida, tal vez por necesidad; los que son impulsados a la conducta delictiva por la culpa para ser atrapados y castigados; y aquellos que tienen daño cerebral, ya sea por nacimiento o por drogas. Los narcóticos, el alcohol y otras drogas que tienen un impacto profundo en el cerebro contribuyen cada vez más al aumento del comportamiento antisocial.
El narcisismo maligno se destaca como un área clave en el estudio de los asesinatos en masa, los asesinatos sexuales y en serie.

## Contraste con el narcisismo
La principal diferencia entre el narcisismo y el narcisismo maligno es que este último incluye características comórbidas de otros trastornos de la personalidad y, por lo tanto, consiste en una gama más amplia de síntomas que el narcisismo patológico (NPD). En el término "narcisismo maligno", la palabra "maligno" se usa en el sentido de la palabra descrita por el Diccionario Merriam-Webster como "apasionadamente e implacablemente malévolo: agresivamente malicioso". En el narcisismo maligno, el TNP se acompaña de síntomas adicionales de trastornos de personalidad antisocial, paranoide y sádico. Si bien una persona con NPD dañará deliberadamente a otras personas en busca de sus propios deseos egoístas, es posible que se arrepienta y, en algunas circunstancias, muestre remordimiento por hacerlo. Debido a que los rasgos del trastorno de personalidad antisocial están presentes en el narcisismo maligno, el "narcisista maligno" tiene una falta de empatía más generalizada que alguien con TNP solo y carecerá de sentimientos de culpa o remordimiento por el daño que causa. Dado que el sadismo a menudo se considera una característica del narcisismo maligno, una persona con el síndrome puede no solo carecer de sentimientos de culpa o remordimiento por lastimar a otros, sino que incluso puede obtener placer al infligir gratuitamente dolor mental o físico a otros. Estos rasgos se codificaron anteriormente en el DSM-III como trastorno de personalidad sádica (SPD).

## Terapia
Típicamente en el análisis del narcisista maligno, "el paciente intenta triunfar sobre el analista destruyendo el análisis y a sí mismo"  —una versión extrema de lo que Jacques Lacan describió como:

esa resistencia del amour-propre ... . que a menudo se expresa así: 'No puedo soportar la idea de ser liberado por alguien que no sea yo mismo'.

Dado que el narcisismo maligno es un trastorno de personalidad grave que tiene efectos sociales y familiares de gran alcance, requiere la atención tanto de la comunidad psiquiátrica como de la comunidad de ciencias sociales. Se recomienda el tratamiento en una comunidad terapéutica, así como un programa preventivo psicoeducativo dirigido tanto a profesionales de la salud mental como al público en general.